# Alex Telles
Pour les articles homonymes, voir Telles.
Alex Nicolao Telles ou simplement Alex Telles, né le 15 décembre 1992, est un footballeur international brésilien qui joue au poste d'arrière gauche au Botafogo FR.

## Biographie

### En club

#### Juventude
Formé par le club de la Juventude, il est transféré au club de Gremio à la fin de la saison 2012.

#### Grêmio
Le jeune brésilien est transféré en hiver 2013 au club de Grêmio. Barré par André Santos, il ne disputera pas de match jusqu'à que ce dernier se blesse, le 3 février 2013. Montrant sa qualité, il gagne la confiance de son entraineur et devient un titulaire indiscutable. Il est élu meilleur latéral gauche du championnat brésilien et est suivi par des grands clubs comme le FC Porto, l'INTERNAZIONALE Milan ou encore Galatasaray. En janvier 2014, il quitte le club pour  Galatasaray.

#### Galatasaray
Le club turc annonce un accord le 16 janvier pour le transfert du jeune brésilien. Galatasaray aura déboursé 6,1 millions d'euros pour sa nouvelle recrue. Il joue pour la première fois sous ses nouvelles couleurs en Coupe de Turquie, contre Tokatspor. Quelques jours après, Alex Telles débute dans le onze de départ en championnat, contre Eskisehirspor et valide à cette occasion une deuxième victoire en deux matchs avec le Galatasaray. Le 26 février 2014, Alex Telles réalise un match solide en Ligue des champions contre le club anglais de Chelsea. Il est suivi de près par Luiz Felipe Scolari, sélectionneur de la "Seleção". 

##### Prêt au Inter Milan
Le 1er septembre 2015, il est prêté avec option d'achat à l'Inter Milan.

#### FC Porto
Le 13 juillet 2016, il signe un contrat au FC Porto. Auteur de performances remarquées avec le club lusitanien, il informe ses dirigeants en janvier 2020 qu'il ne prolongera pas son contrat qui arrive à échéance en juin 2021. Après avoir vu partir plusieurs joueurs à la fin de leur contrat ces dernières saisons et donc sans la moindre contrepartie financière, tels Yacine Brahimi ou Héctor Herrera, le club ne veut pas subir un nouveau camouflet. Ce dernier décide donc d'être à l'écoute des offres pour son latéral. Apparaissant comme une belle occasion, les rumeurs faisant état d'un montant de transfert d'environ 25 millions d'euros, plusieurs clubs se montrent intéressés, notamment le PSG et Chelsea, désireux d'anticiper les futurs départs de Layvin Kurzawa pour le premier cité, et de Marcos Alonso pour le second.

#### Arrivè à Manchester United puis prêt au Séville FC
Le 5 octobre 2020, il signe pour quatre ans à Manchester United. Le montant du transfert s'élève à quinze millions d'euros.
Le 4 août 2022, il est prêté par Manchester United au Séville FC pour une durée d'une saison. Dont il joueras 38 match et remportera la Ligue Europa 2022-2023 avec le club andaloue.

#### Départ pour l'Arabie saoudite
Après une saison 2022-2023 en Espagne du côté du Seville FC, le 22 juillet 2023, Telles quitte Manchester United pour rejoindre le club saoudien d'Al-Nassr FC avec un contrat de 2 ans et une indemnité estimé à 7M€.

### En équipe nationale
Alex Telles honora sa première sélection le 23 mars 2019 lors d'une rencontre amicale face au Panama soldée par un match nul 1-1.
Le 7 novembre 2022, il est sélectionné par Tite pour participer à la Coupe du monde 2022 et participera ainsi à sa première grande compétition internationale. Durant la phase de groupes, après une entrée en jeu en fin de match face à la Suisse (1-0), Alex Telles est titulaire lors du match contre le Cameroun (0-1). Blessé à un ligament du genou droit lors de cette rencontre, il est contraint de renoncer à participer au reste de la Coupe du monde.

## Statistiques
| Saison                | Club                  | Championnat           | Championnat | Championnat | Championnat | Coupe(s) nationale(s) | Coupe(s) nationale(s) | Coupe(s) nationale(s) | Supercoupe | Supercoupe | Supercoupe | Compétition(s) continentale(s) | Compétition(s) continentale(s) | Compétition(s) continentale(s) | Compétition(s) continentale(s) | Coupe du monde des clubs | Coupe du monde des clubs | Coupe du monde des clubs | Brésil | Brésil | Brésil | Total | Total | Total |
| Saison                | Club                  | Division              | M.          | B.          | P.d.        | M.                    | B.                    | P.d.                  | M.         | B.         | P.d.       | Comp.                          | M.                             | B.                             | P.d.                           | M.                       | B.                       | P.d.                     | M.     | B.     | P.d.   | M.    | B.    | P.d.  |
| 2013                  | Grêmio Porto Alegre   | Série A               | 36          | 1           | 3           | -                     | -                     | -                     | -          | -          | -          | CL                             | 3                              | 0                              | 1                              | -                        | -                        | -                        | -      | -      | -      | 39    | 1     | 4     |
| Sous-total            | Sous-total            | Sous-total            | 36          | 1           | 3           | 0                     | 0                     | 0                     | 0          | 0          | 0          | -                              | 3                              | 0                              | 1                              | -                        | -                        | -                        | 0      | 0      | 0      | 39    | 1     | 4     |
| 2013-2014             | Galatasaray SK        | Süper Lig             | 15          | 1           | 2           | 4                     | 0                     | 0                     | -          | -          | -          | C1                             | 2                              | 0                              | 0                              | -                        | -                        | -                        | -      | -      | -      | 21    | 1     | 2     |
| 2014-2015             | Galatasaray SK        | Süper Lig             | 22          | 1           | 0           | 8                     | 0                     | 1                     | 1          | 0          | 0          | C1                             | 5                              | 0                              | 0                              | -                        | -                        | -                        | -      | -      | -      | 36    | 1     | 1     |
| 2015-2016             | Galatasaray SK        | Süper Lig             | 2           | 0           | 1           | 0                     | 0                     | 0                     | 1          | 0          | 0          | C1                             | 0                              | 0                              | 0                              | -                        | -                        | -                        | -      | -      | -      | 3     | 0     | 1     |
| 2015-2016             | Inter Milan (prêt)    | Serie A               | 21          | 0           | 1           | 1                     | 0                     | 0                     | -          | -          | -          | -                              | -                              | -                              | -                              | -                        | -                        | -                        | -      | -      | -      | 22    | 0     | 1     |
| Sous-total            | Sous-total            | Sous-total            | 60          | 2           | 4           | 13                    | 0                     | 1                     | 2          | 0          | 0          | -                              | 7                              | 0                              | 0                              | -                        | -                        | -                        | 0      | 0      | 0      | 82    | 2     | 5     |
| 2016-2017             | FC Porto              | Primeira Liga         | 32          | 1           | 8           | 4                     | 0                     | 0                     | -          | -          | -          | C1                             | 9                              | 0                              | 2                              | -                        | -                        | -                        | -      | -      | -      | 45    | 1     | 10    |
| 2017-2018             | FC Porto              | Primeira Liga         | 30          | 3           | 14          | 8                     | 0                     | 4                     | -          | -          | -          | C1                             | 7                              | 1                              | 2                              | -                        | -                        | -                        | -      | -      | -      | 45    | 4     | 20    |
| 2018-2019             | FC Porto              | Primeira Liga         | 33          | 4           | 8           | 9                     | 1                     | 2                     | 1          | 0          | 0          | C1                             | 10                             | 1                              | 3                              | -                        | -                        | -                        | 1      | 0      | 0      | 54    | 6     | 13    |
| 2019-2020             | FC Porto              | Primeira Liga         | 31          | 11          | 8           | 8                     | 2                     | 1                     | -          | -          | -          | C1+C3                          | 2+8                            | 0+0                            | 1+1                            | -                        | -                        | -                        | -      | -      | -      | 49    | 13    | 11    |
| 2020-2021             | FC Porto              | Primeira Liga         | 3           | 2           | 2           | 0                     | 0                     | 0                     | 0          | 0          | 0          | C1                             | 0                              | 0                              | 0                              | -                        | -                        | -                        | 3      | 0      | 0      | 6     | 2     | 2     |
| Sous-total            | Sous-total            | Sous-total            | 129         | 21          | 40          | 29                    | 3                     | 7                     | 1          | 0          | 0          | -                              | 36                             | 2                              | 9                              | -                        | -                        | -                        | 4      | 0      | 0      | 199   | 26    | 56    |
| 2020-2021             | Manchester United     | Premier League        | 9           | 0           | 2           | 4                     | 0                     | 1                     | -          | -          | -          | C1+C3                          | 4+7                            | 0+0                            | 0+1                            | -                        | -                        | -                        | -      | -      | -      | 24    | 0     | 4     |
| 2021-2022             | Manchester United     | Premier League        | 21          | 0           | 4           | 1                     | 0                     | 0                     | -          | -          | -          | C1                             | 4                              | 1                              | 0                              | -                        | -                        | -                        | 2      | 0      | 0      | 28    | 1     | 4     |
| 2022-2023             | Séville FC (prêt)     | LaLiga                | 27          | 0           | 2           | 0                     | 0                     | 0                     | -          | -          | -          | C1+C3                          | 6+5                            | 0+0                            | 1+0                            | -                        | -                        | -                        | 6      | 0      | 0      | 44    | 0     | 3     |
| Sous-total            | Sous-total            | Sous-total            | 57          | 0           | 8           | 5                     | 0                     | 1                     | -          | -          | -          | -                              | 26                             | 1                              | 2                              | -                        | -                        | -                        | 8      | 0      | 0      | 96    | 1     | 11    |
| 2023-2024             | Al-Nassr FC           | Saudi Pro League      | 29          | 2           | 4           | 4                     | 0                     | 1                     | 1          | 0          | 0          | AFC                            | 2                              | 1                              | 0                              | -                        | -                        | -                        | -      | -      | -      | 36    | 3     | 5     |
| 2024-2025             | Al-Nassr FC           | Saudi Pro League      | 2           | 0           | 0           | -                     | -                     | -                     | 2          | 0          | 0          | AFC                            | -                              | -                              | -                              | -                        | -                        | -                        | -      | -      | -      | 4     | 0     | 0     |
| Sous-total            | Sous-total            | Sous-total            | 31          | 2           | 4           | 4                     | 0                     | 1                     | 4          | 0          | 0          | -                              | 2                              | 1                              | 0                              | -                        | -                        | -                        | 0      | 0      | 0      | 41    | 3     | 5     |
| 2024                  | Botafogo FR           | Série A               | 11          | 0           | 1           | -                     | -                     | -                     | -          | -          | -          | CL                             | 5                              | 1                              | 0                              | -                        | -                        | -                        | -      | -      | -      | 16    | 1     | 1     |
| 2025                  | Botafogo FR           | Série A               | 13          | 2           | 0           | 2                     | 1                     | 0                     | 1          | 0          | 0          | CL+RS                          | 6+2                            | 0                              | 1+0                            | 3                        | 0                        | 1                        | -      | -      | -      | 27    | 3     | 2     |
| Sous-total            | Sous-total            | Sous-total            | 24          | 2           | 1           | 2                     | 1                     | 0                     | 1          | 0          | 0          | -                              | 13                             | 1                              | 1                              | 3                        | 0                        | 1                        | 0      | 0      | 0      | 43    | 4     | 3     |
| Total sur la carrière | Total sur la carrière | Total sur la carrière | 337         | 28          | 60          | 53                    | 4                     | 10                    | 8          | 0          | 0          | -                              | 87                             | 5                              | 13                             | 3                        | 0                        | 1                        | 12     | 0      | 0      | 500   | 37    | 84    |

## Palmarès
| Galatasaray SK (5) | FC Porto (4) | Manchester United (0)                                                               | Séville FC (1)                    | Botafogo FR (2)                                                                  |
| --- | --- | ----------------------------------------------------------------------------------- | --------------------------------- | -------------------------------------------------------------------------------- |
| - Championnat de Turquie - Champion : 2015 - Vice-Champion : 2014 - Coupe de Turquie - Vainqueur : 2014 et 2015 - Supercoupe de Turquie - Vainqueur : 2015 et 2016 | - Championnat du Portugal - Champion : 2018, 2020 - Vice-champion : 2017, 2019 - Coupe du Portugal - Vainqueur : 2020 - Finaliste : 2019 - Supercoupe du Portugal - Vainqueur : 2018 | - Championnat d'Angleterre - Vice-Champion : 2021 - Ligue Europa - Finaliste : 2021 | - Ligue Europa - Vainqueur : 2023 | - Copa Libertadores - Vainqueur : 2024 - Championnat du Brésil - Champion : 2024 |

## Distinctions individuelles
- Joueur de l'année du FC Porto en 2018
- Meilleur passeur du championnat du Portugal en 2018
- But du mois du championnat du Portugal en octobre 2019
- Joueur du mois du championnat du Portugal en février 2020
- Membre de l'équipe type du championnat du Portugal en 2020